# Uniwersalny żołnierz: Powrót
Uniwersalny żołnierz: Powrót (znany także jako Uniwersalny żołnierz II; tytuł oryg. Universal Soldier: The Return) – amerykański fantastycznonaukowy film akcji zrealizowany w roku 1999. Pierwsza kontynuacja Uniwersalnego żołnierza (1992) powstała z zamiarem dystrybucji kinowej, niezależnie od dwóch telewizyjnych filmów, Universal Soldier II: Brothers in Arms i Universal Soldier III: Unfinished Business (1998). Powrót reżyserowany był przez Mica Rodgersa, a w rolach głównych wystąpili w nim Jean-Claude Van Damme jako główny bohater Luc Deveraux, Michael Jai White, profesjonalny wrestler Bill Goldberg i Xander Berkeley jako doktor Dylan Kotner. Po tym filmie aż do roku 2007 Van Damme nie zagrał w żadnym projekcie kinowym.

## Fabuła
Luc Deveraux dowodzi technikom usiłującym stworzyć nową generację Uniwersalnych Żołnierzy. Sytuacja komplikuje się, gdy superkomputer, odpowiedzialny za kontrolę wojskowych-cyborgów, zaczyna się buntować.

## Obsada
- Jean-Claude Van Damme − Luc Deveraux
- Michael Jai White − S.E.T.H.
- Heidi Schanz − Erin Young, KTXD
- Xander Berkeley − dr. Dylan Cotner
- Justin Lazard − kapitan Blackburn
- Kiana Tom − Maggie
- Daniel von Bargen − generał Radford
- James R. Black − sierżant Morrow
- Karis Paige Bryant − Hillary Deveraux
- Bill Goldberg − Romeo/UniSol 2500
- Brent Anderson − technik #2
- Dion Culberson − drag queen

## Odbiór
Budżet wyniósł dziewiętnaście milionów dolarów, film natomiast zarobił dziesięć milionów USD w Stanach Zjednoczonych, a na całym świecie, łącznie − 12,912,120 $. Niepowodzenie filmu początkowo przekreślało plany twórców na nakręcenie kolejnego sequela, kontynuacja powstała jednak w roku 2009.

## Ścieżka dźwiękowa
Filmowa ścieżka dźwiękowa zrealizowana została przez Trauma Records.
| - 1. „Crush 'Em” – Megadeth - 2. „Remain Calm” – One Minute Silence - 3. „Now or Never” – Godsmack - 4. „Awake” – The Clay People - 5. „Bestrafe mich” – Rammstein - 6. „Bled For Days” – Static-X - 7. „Supernova Goes Pop” – Powerman 5000 | - 8. „Hatred” – D Generation - 9. „Draw the Line” – P.O.D. - 10. „Securitron (Police State 2000)” – Fear Factory - 11. „Eureka Pile” – Ministry - 12. „Chaos” – Tim Skold - 13. „Saddam A-Go-Go” – Gwar - 14. „Target: Devereux” – Don Davis - 15. „Otherside” – Red Hot Chili Peppers |